# STS-1

STS (Space Transportation System)-1 var NASAs første rumfærge-mission.
Opsendt 12. april 1981:1  på 20-årsdagen for Gagarin og vendte tilbage den 14. april 1981.:1 
STS-1 var den første bemandede amerikanske rumflyvning i næsten 6 år siden Apollo-Sojuz-testprogrammet i 1975.
Det var den første mission i Rumfærge-programmet sat i værk af den amerikanske præsident Richard Nixon. I det tidligere Apollo-program kunne man ikke genbruge rumfartøjerne, det kostede en formue at bygge et rumfartøj for kun at benytte det én gang.
Rumfærgene skulle være genbrugsrumfartøjer og nedsætte omkostningerne hos NASA. STS-1 var den førte test af rumfærgen, for første gang skulle et bemandet rumfartøj genindtræde i Jordens atmosfære og lande på en landingsbane. Målet om at nedsætte omkostningerne er aldrig blevet opfyldt, snarere tværtimod.

Hovedartikler:

## Mission
Målet var en samlet afprøvning af kombinationen rumfærge, udvendig tank og faststofraketter, samt sikker tilbagevenden ved hjælp af rumfærgens genbrugsvarmeskjold.:1  Selve indflyvning og landing var tidligere blevet afprøvet af rumfærgen Enterprise.

## Missionens højdepunkter
Besætningen og rumfærgen kom tilbage uden alvorlige skader.
Afprøvning af vigtige systemer på Rumfærgen:
- Orbital Maneuvering System (OMS): System til at skifte kredsløb.
- Reaction Control System (RCS): Raketter til ændring af flyvestillingen.
- Åbning og lukning af dørene til lastrummet.

Rumfærgen Columbia kredsede om Jorden 36 gange på den 54,5 timer lange (2 døgn) mission.
Rumfærgen landede på Edwards Air Force Base i Californien.:1 
Rumfærgen fik skader på kaklerne i varmeskjoldet. 16 kakler blev tabt, og mindst 148 blev skadet. Årsagen var en trykbølge fra en af raketterne ved affyring.

## Mandskab
De to testpiloter sad i katapultsæder.
- John W. Young (Kaptajn, Apollo 16-veteran)
- Robert Crippen (Pilot)

## Vægt
- Vægt
  - Kredsløbsfartøj (ved opsendelse): 99453 kg.
  - Kredsløbsfartøj (ved landing): 88662 kg.
  - Last: 4909 kg.

- Young og Crippen i Cockpittet med Katapultsæder
- På affyringsrampen
- Lift-off
- Touch-down på Edwards Air Force Base
- Manglende kakler efter opsendelsen (mørke firkanter)